# 21481 Джонворрен
21481 Джонворрен (21481 Johnwarren) — астероїд головного поясу, відкритий 23 квітня 1998 року.
Тіссеранів параметр щодо Юпітера — 3,540.